# Brompton Square
Brompton Square est une voie et une place de Londres.

## Situation et accès

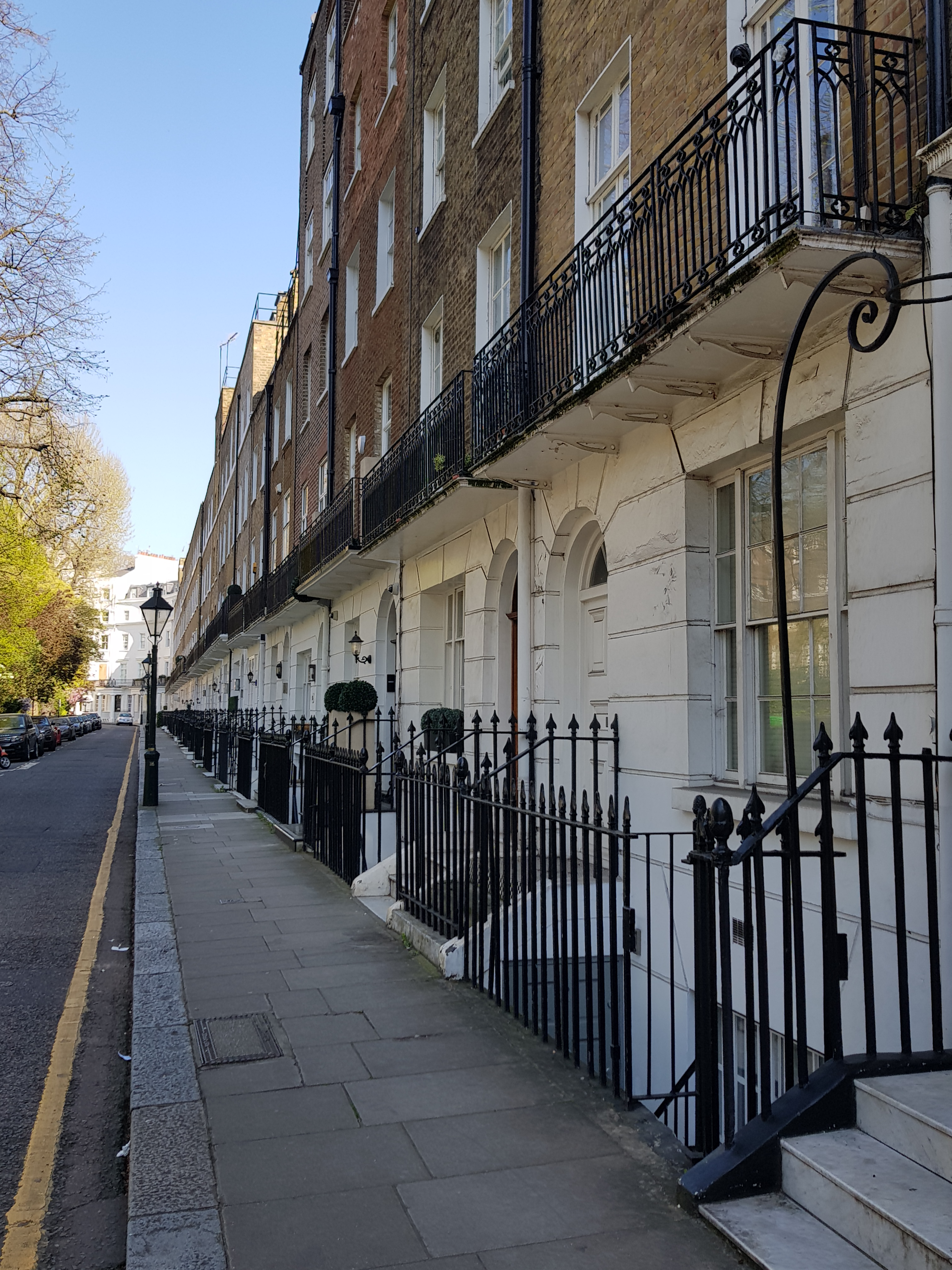
Brompton Square, 2018.

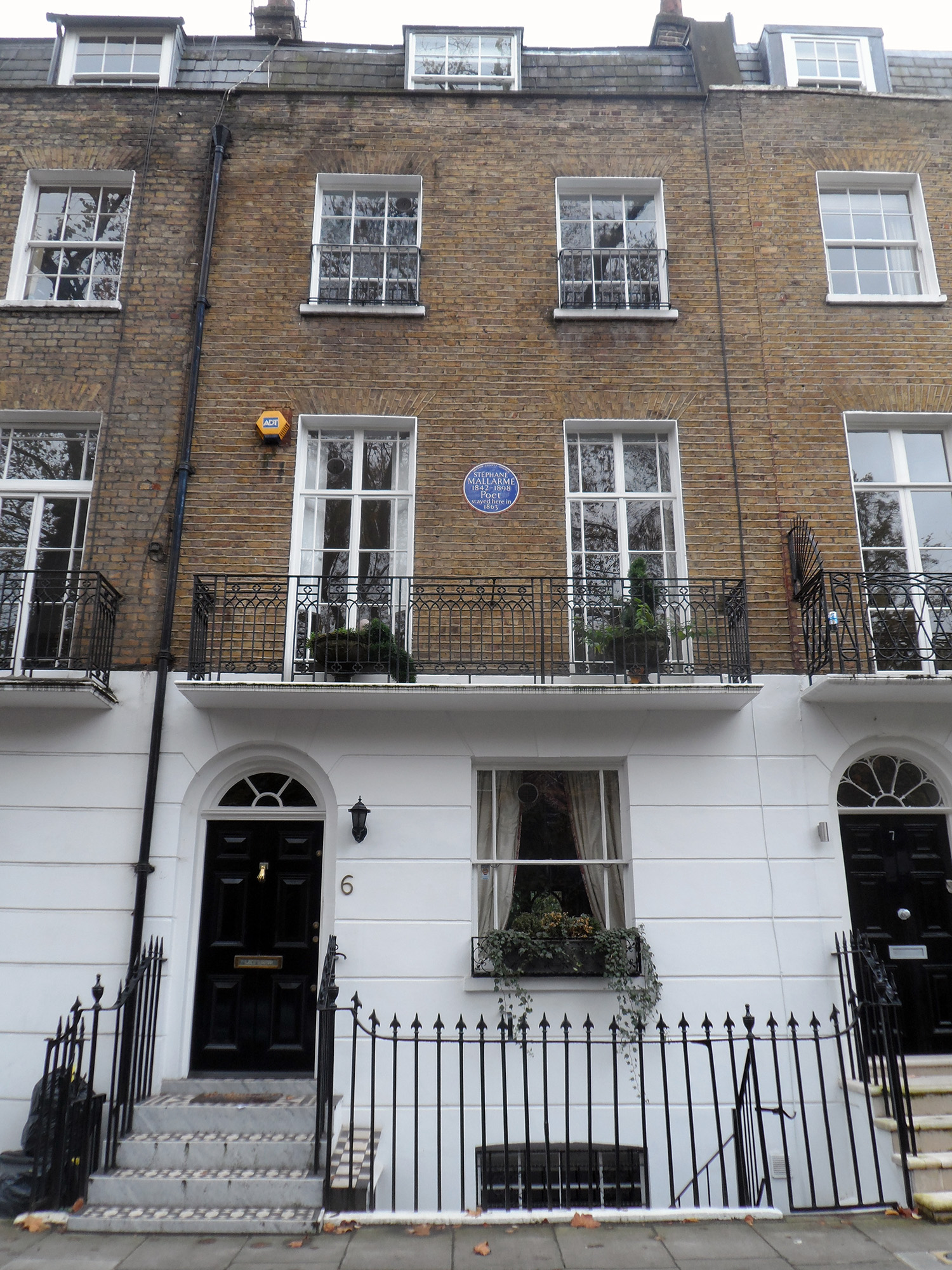
No 6 : le poète Stéphane Mallarmé a séjourné à cette adresse en 1863.

Brompton Square est une voie et une place située dans le quartier de Knightsbridge, dans le Royal Borough de Kensington et Chelsea. Ses deux accès se trouvent sur Brompton Road.
Les stations de métro les plus proches sont, à l’ouest, South Kensington, où circulent les trains des lignes  Circle  District  Piccadilly, et, à l’est, Knightsbridge, desservie par la ligne  Piccadilly.

## Origine du nom
Brompton signifie, en vieil anglais, la ferme où pousse le genêt (farmstead where broom grows).

## Historique

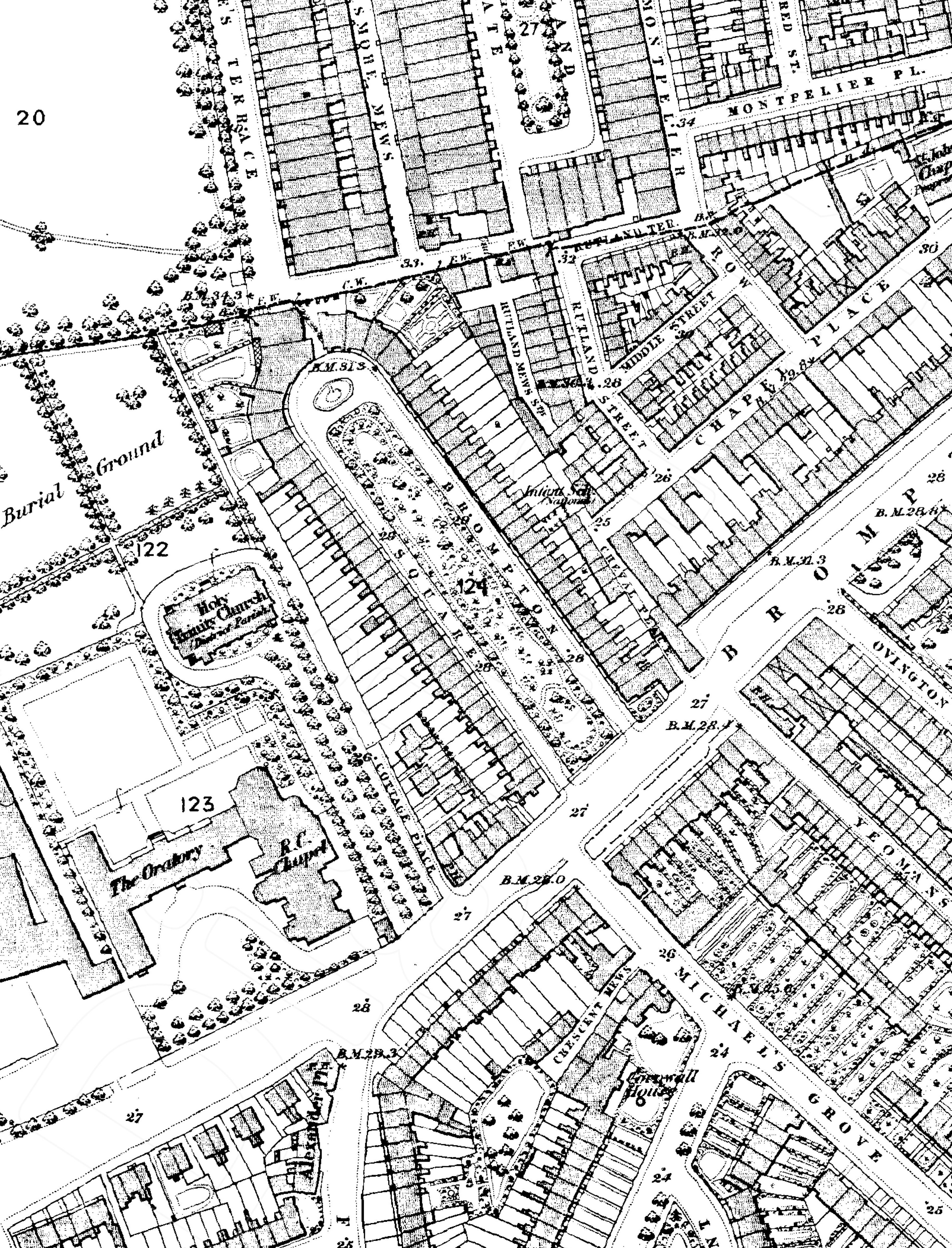
Au centre : Brompton Square sur une carte des années 1860.

Les maisons du square ont été construites entre 1821 et 1835 et le jardin a été aménagé vers 1821.

## Bâtiments remarquables et lieux de mémoire

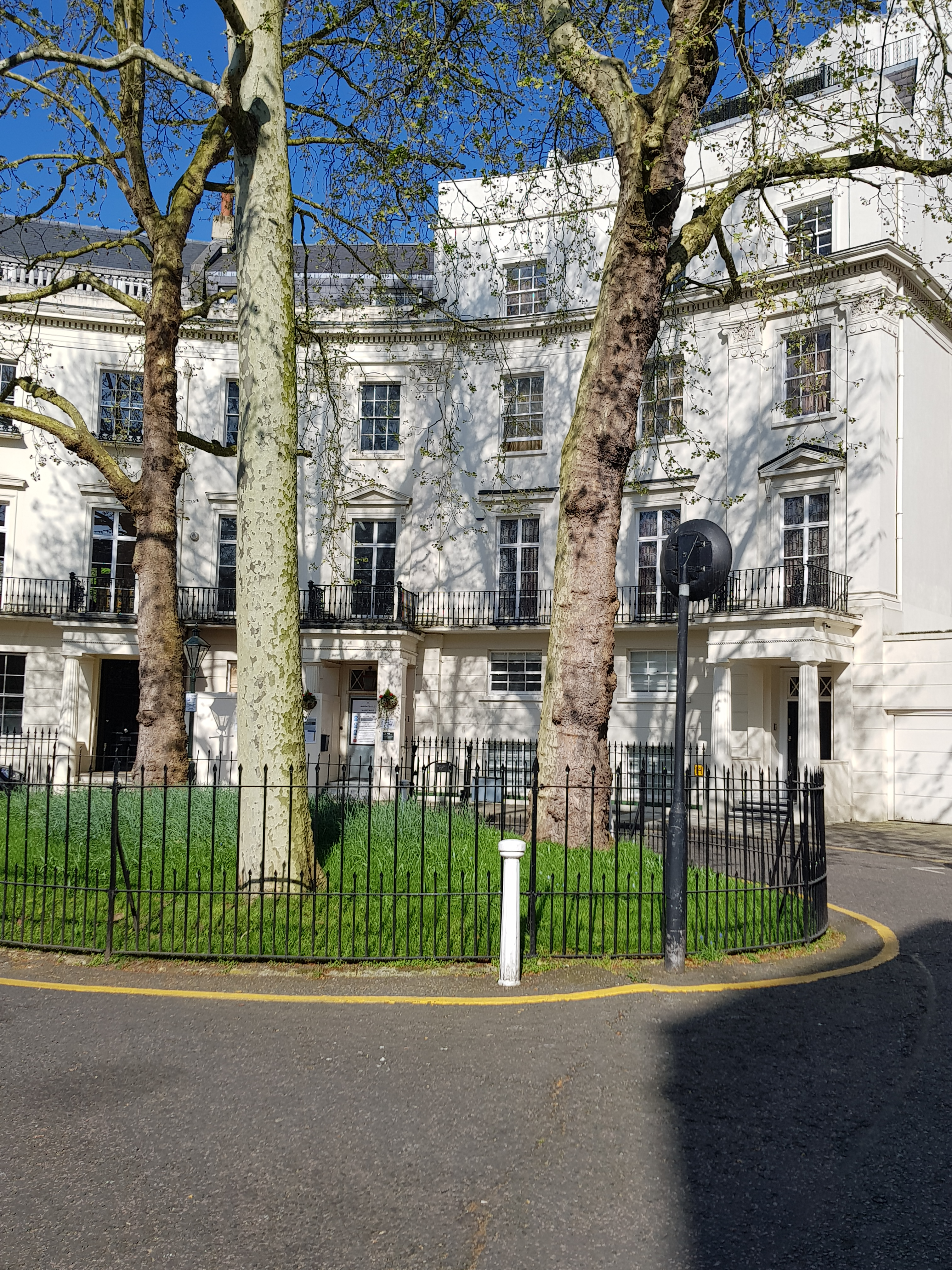
Brompton Square, côté nord, en 2018.

Beaucoup de maisons qui entourent Brompton Square sont de grade II sur la liste du patrimoine national de l'Angleterre. Les maisons individuelles répertoriées sur la place sont les nos  27, 31a, 56, 57 et 58. Les maisons jumelles sont les nos  3–9, 10–12, 13–16, 17–19, 20–25, 28–31, 32–36, 37–53, 54–55 et 59–60. Le côté nord de la place se distingue par ses façades en stuc blanc et ses entrées à portiques surmontées d’une petite terrasse.

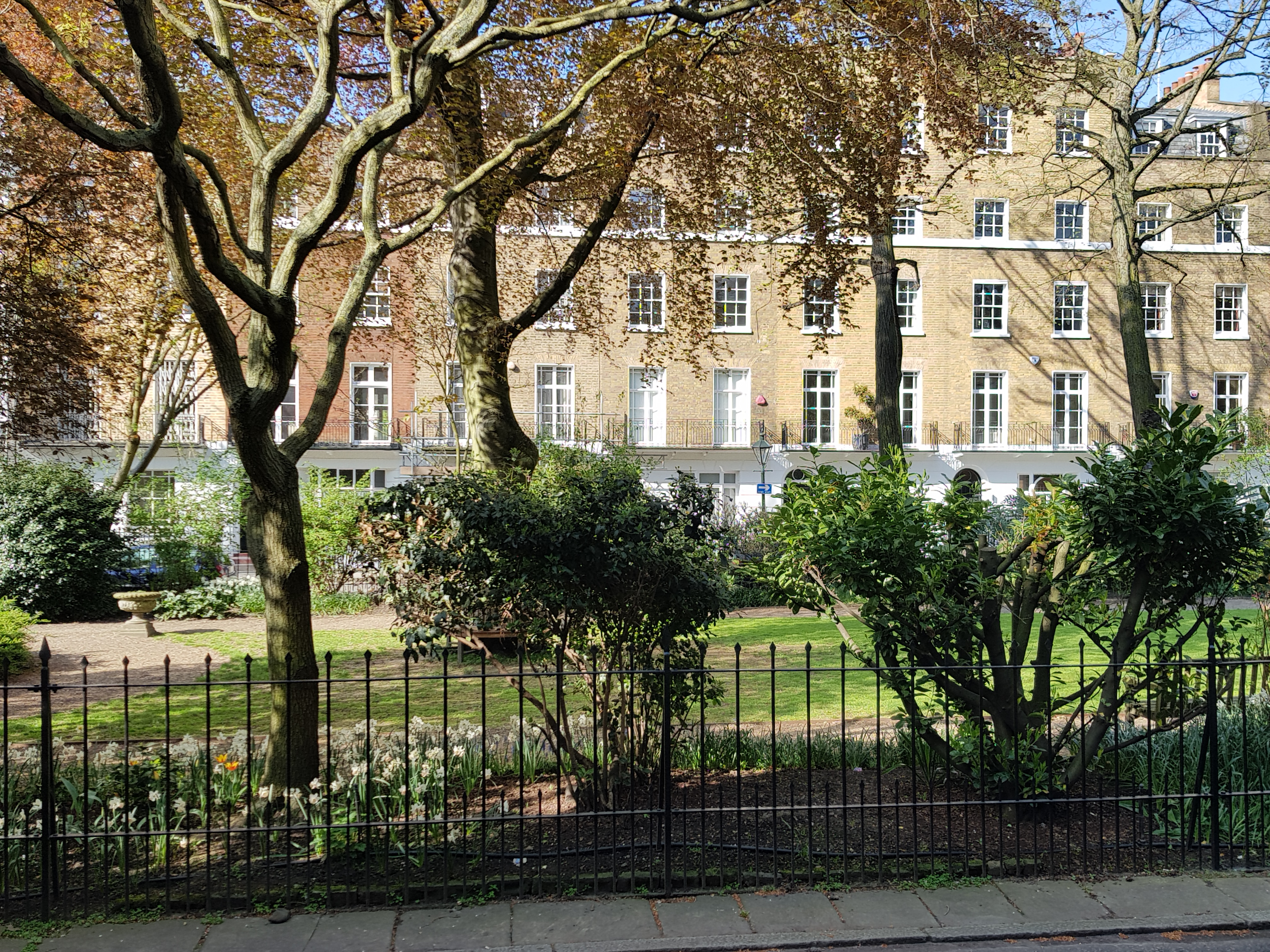
Le jardin privé de Brompton Square, en 2018.

- En 1871, pendant la Commune, le sculpteur français Jean-Baptiste Carpeaux (1827-1875) y a loué un atelier avant d’aller s’installer ensuite en face de Regent's Park[3].
- L’homme politique français Lucien Bonaparte (1775-1840), prince de Canino, y a habité dans les années 1835[4].
- No 6 : le poète français Stéphane Mallarmé y a habité en 1863, comme le signale une plaque bleue sur la façade.
- Nos 10-12 : maisons jumelles classées de grade II construites en 1824-1839[5].
- No 13 : l'écrivain et avocat John Stoddart y est mort en 1856.
- No 14 : le compositeur de théâtre musical Edward Fitzwilliam y a habité[6].
- No 21 : le réformateur politique Francis Place et son épouse, l'actrice Mme Chatterley, y ont résidé de 1833 à 1851, comme le signale une plaque bleue. Le chef d'orchestre italien Ernesto Spagnoletti y avait également habité entre 1829 et 1833.
- No 22 : cet endroit a abrité le dramaturge George Colman, décédé en 1836, et a été plus tard la maison de l'acteur James Vining et de Shirley Brooks, l'éditeur de Punch.
- No 23 : l'acteur William Farren y est mort en 1861[7].
- No 25 : le romancier EF Benson y a habité, comme le signale une plaque bleue. Le square est mentionné dans son livre Lucia in London.
- No 27 : maison de soins infirmiers au début du 20e siècle, appartenant à Lucy Catherine Jervis. Lucile Agnes Dickson, l'épouse de l'un des inventeurs du cinéma William Kennedy Dickson, y est décédée en 1908 et Dickson y a ensuite loué des chambres pendant plusieurs années[8].
- No 28 : acheté par Gavin Henderson, 2e baron Faringdon, en 1953 et abrite aujourd'hui la collection d'art Faringdon[9].
- No 31 : acheté au milieu des années 2000 par Achilleas Kallakis, l'un des plus grands escrocs que la Grande-Bretagne ait connu[10] pour 28 millions de livres sterling ; il a fait creuser le jardin pour y construire de trois étages en sous-sol. Le projet a été abandonné en 2008. En 2017, le bâtiment est en vente à 25 millions de livres sterling[réf. nécessaire].
- No 35 : William Hook Morley, avocat et orientaliste, décédé en 1860, y a vécu.
- No 43 : maison de Richard Burchett, artiste et éducateur.
- Mary Melissa Hoadley Dodge, l'héritière américaine, y vivait. L'écrivaine d'histoire naturelle Mary Roberts y a vécu et y est décédée. L'ingénieur Charles Anthony Corbett Wilson y est né en 1827.
- À la fin du 19e siècle, le quartier de Brompton était très populaire auprès des acteurs et Brompton Square a eu pour résidents les interprètes John Liston (no 40), Mary et Robert Keeley (no 19), JB Buckstone (no 6) et Horace et Alfred Wigan.